# شهرستان نیشی‌کاتسوگی، آیچی

شهرستان نیشی‌کاتسوگی، آیچی (به ژاپنی: 西春日井郡 Nishikasugai-gun) یک منطقه واقع در استان آیچی، ژاپن است. واقع در مرکز ولایت اواری  (از تاریخ ۱ مارس ۲۰۰۷) جمعیت آن ۲۲٬۱۹۴ نفر و مساحت کل ۱۰٫۲۰ کیلومتر مربع است. شهر تویویاما، آیچی در این بخش قرار دارد.